# Dunstan St. Omer
Dunstan St. Omer (24 octobre 1927, Castries- 5 mai 2015) est un peintre saint-lucien considéré comme le plus important du XXe siècle. Il est notamment l'auteur du drapeau de Sainte-Lucie.

## Biographie
Dustan St. Omer est le deuxième des trois enfants de Gerald et Louise St. Omer, un couple catholique de Castries. Il suit sa scolarité primaire puis secondaire dans des établissements catholiques. Il y développe son goût pour l'art sous l'influence de son professeur d'Art au St. Mary’s College, Harold Simmons, c'est aussi à St. Mary qu'il devint l'ami de Derek Walcott. Ce dernier lui fait découvrir la beauté des paysages de son île et le jeune Dustan parcours Sainte-Lucie pour s'inspirer. Dustan se marie jeune et est le père de neuf enfants. Il connut une période d'alcoolisme dont il réussit à sortir.

Professionnellement, Dustan St. Omer quitte Sainte-Lucie pour Curaçao où il travaille pour la société Dutch Oil pour gagner sa vie. Il a alors l'occasion de travailler avec Pandelis le peintre le plus prolifique de l'île. 

Il rentre ensuite à Sainte-Lucie où il devient enseignant d'art dans diverses écoles de l'île; avant de travailler comme responsable du programme d'éducation artistique pour le Ministère de l'Éducation de 1971 à 2000, année de sa retraite. En 2010, il a été fait Chevalier commandeur de l'ordre de Saint-Michel et Saint-Georges.

## Œuvres
L'œuvre de Dustant St. Omer s'inspire beaucoup des paysages de son île natale et se détache de influences européennes pour bâtir une peinture authentiquement caribéenne. Si son travail le plus connu est le dessin du drapeau de Sainte-Lucie qui s'inspire des célèbres Gros et Petit Piton, il est aussi l'auteur de la fresque se situant derrière l'autel de l'église catholique de Roseau à Sainte-Lucie, exemple de ces "Vierges noires" dont il a réalisé plusieurs modèles.